# D'Ornessan
La famiglia nobiliare francese d'Orbessan o d'Ornessan (o ancora d'Ornesan) deve il suo nome a due località della contea d'Astarac, Orbessan e Ornézan (Guascogna).
Lo stemma è un leone d'oro in campo azzurro.
Inizialmente conosciuti come d'Orbessan, una volta acquisito tale titolo da parte dei signori di Saint Blancard, nel XIII secolo, il nome venne cambiato in d'Ornessan verso il 1390.
Nomi illustri furono:
- Bernard d'Orbessan, che fu esentato dal pagamento della decima su tutti i beni che possedeva, diritto successivamente confermato mediante bolla papale da parte di papa Paolo III nel 1535.
- Armand-Guillin d'Ornessan, secondogenito di Bernard, da cui discende il ramo dei baroni d'Auradé, avendo sposato Marguerite de Barthes, dama d'Auradé.
- Jean d'Ornessan, figlio del precedente, attraverso il quale continua la famiglia d'Ornessan-Auradé.
- Pierre-Antoine d'Ornessan (25 giugno 1569 - febbraio 1573), barone d'Auradé, fu l'ultimo di questo ramo.
- Bertrand d'Ornessan, signore d'Astarac, vice ammiraglio dei mari di Provenza, che, di ritorno dal soccorso prestato nel 1521 all'isola di Rodi, combatté l'armata di Carlo V nel 1523. Era ancora in vita nel 1538.

Orbessan e Ornessan furono possedute fino alla metà del XVI secolo, fino a quando Jeanne d'Ornessan, figlia di Bertrand d'Ornessan, non le porta in dote a suo marito Armand de Gontaut de Biron, maresciallo di Francia, che vendette il titolo, nel 1615, a Bernard d'Agnan, parlamentare di Tolosa.
Nel 1700 il ramo viene detto d'Aignant-Orbessan.